# SQA
Supplier Quality Assurance (SQA) (pol. zapewnienie jakości dostaw) − planowe i systematyczne działania niezbędne do zapewnienia i spełnienia wymagań jakości materiałów i półproduktów używanych do produkcji. 
Polega na prowadzeniu działań prewencyjnych poprzez systematyczną pracę z dostawcą. Monitorowaniu trendów jakościowych w procesie produkcji dostawcy (raporty, audyty). W celu wyegzekwowania oczekiwanej jakości komponentów stosuje się tzw. incoming inspection (inspekcję wejściową).